# Michał Godlewski (naukowiec)
Michał Marek Godlewski – polski doktor habilitowany nauk weterynaryjnych, profesor w Szkole Głównej Gospodarstwa Wiejskiego w Warszawie.

## Kariera naukowa
W 2003 roku na Wydziale Medycyny Weterynaryjnej Szkoły Głównej Gospodarstwa Wiejskiego w Warszawie uzyskał stopień doktora nauk weterynaryjnych na podstawie rozprawy pt. Wewnątrzkomórkowa redystrybucja białek promotorowych apoptozy z rodziny Bcl-2 jako wczesna odpowiedź na działanie czynników apoptogennych w komórkach nowotworowych, której promotorem był Tomasz Motyl. W tym samym roku został zatrudniony na tejże uczelni, a w 2015 roku uzyskał na jej Wydziale Medycyny Weterynaryjnej stopień doktora habilitowanego nauk weterynaryjnych na podstawie pracy pt. Zaawansowane techniki ilościowej analizy fluorescencyjnych obrazów mikroskopowych z tkanek o skomplikowanej i niejednorodnej strukturze oraz wielowymiarowych obrazów komórki.